# Sarcosine réductase
La sarcosine réductase est une oxydoréductase qui catalyse la réaction :
sarcosine + phosphate + thiorédoxine réduite → phosphate d'acétyle + méthylamine + thiorédoxine oxydée + H2O.
L'enzyme isolée d'Eubacterium acidaminophilum est constituée de sous-unités A, B et C. La sous-unité B contient de la sélénocystéine et un résidu pyruvyle, se lie à la sarcosine et libère la méthylamine ; la sous-unité A contient également de la sélénocystéine, est réduite par la thiorédoxine, et produit un intermédiaire réactionnel converti en phosphate d'acétyle CH3COOPO3H2 par la sous-unité C. Seule la sous-unité B distingue cette enzyme de la glycine réductase et de la bétaïne réductase.